# Marco Oreggia
Marco Leonardo Oreggia (* 1. August 1986 in Berlin-Steglitz) ist ein ehemaliger österreichischer Radrennfahrer.

## Werdegang
Marco Oreggia fuhr im Jugendbereich für den RC Arbö Rapso Knittelfeld. Er errang in dieser Zeit bei den österreichischen Straßenmeisterschaften eine Goldmedaille und zwei Silbermedaillen. 2004 musste er am Herzen operiert werden. 2005 wurde er Profi beim Continental Team RC Arbö Resch & Frisch Wels. Seine Stärke galt dem Sprint.
Im Jahr 2006 gewann Oreggia bei den nationalen Meisterschaften im Straßenrennen der U23-Klasse die Bronzemedaille. Er bestritt in diesem Jahr den Giro delle Regioni in Italien sowie die Slowenien-Rundfahrt. Seine letzte vordere Platzierung erzielte er beim U23-Rennen Trofeo Bianchin in Treviso mit Platz fünf. Er qualifizierte sich für die Straßen-Weltmeisterschaften in Salzburg. Für diese wurde er aber wegen einer positiven A-Probe auf EPO für zwei Jahre gesperrt. Sein Vater führte dieses Ergebnis auf die Einnahme von Medikamenten zurück, die Oreggia nach seiner Operation nehmen musste. Der ehemalige Präsident des österreichischen Radsportverbandes Otto Flum sagte, Oreggia sei Opfer eines organisierten Verbrechens.
Im Dezember 2006 beendete Oreggia seine Radsportkarriere. Im Anschluss eröffnete Oreggia eine Trattoria in Bruck an der Mur, die er 2010 wieder verkaufte.
Danach wurde er Unternehmer und im Networkmarketing tätig. Im Jahre 2017 hat er Stefanie Oreggia geheiratet.

## Palmarès – Erfolge
2001
- Österreichische Meisterschaften Straßenrennen U17[10]

2002
- Österreichischer Staatsmeister Straßenrennen U17[11]
- zwei Etappen Int. Radsporttage Purgstall an der Erlauf[12]
- Straßenrennen Weibern (Oberösterreich)

2004
- Österreichische Meisterschaften Straßenrennen Junioren[13]

2006
- Österreichische Meisterschaften Straßenrennen U23[14]